# Kontiolax
Kontiolax (finska: Kontiolahti) är en kommun i landskapet Norra Karelen i Finland. Kontiolax har 15 035 invånare och har en yta på 1 029,82 km². Kontiolax är enspråkigt finskt.
Världscupdeltävlingar i skidskytte avgörs regelbundet i Kontiolax skidskyttearena (62°43′15″N 29°48′57″Ö / 62.72083°N 29.81583°Ö) och världsmästerskapen i skidskytte har arrangerats där 1990, 1999 och 2015.

## Politik

### Mandatfördelning i Kontiolax kommun, valen 1976–2021
| 3 | 12 |  | 2 | 11 | 2 |  | 3 |

| 2 | 13 | 2 | 10 | 2 |  | 5 |

| 2 | 13 | 3 | 13 | 4 |

| 2 | 13 | 2 | 11 | 2 | 5 |

|  | 15 | 2 | 10 |  |  | 5 |

|  | 15 |  | 11 |  | 6 |

| 14 |  | 14 |  | 5 |

|  | 13 |  | 14 |  | 5 |

| 20 | 15 |

|  | 12 | 2 | 2 | 12 | 6 |

| 18 | 17 |

| 10 | 2 | 6 | 11 | 6 |

| 19 | 16 |

| 12 | 2 | 3 | 12 | 6 |

| 22 | 13 |

| 10 | 2 | 5 | 14 | 4 |

| 19 | 16 |

## Demografi

### Befolkningsutveckling
| Befolkningsutvecklingen i Kontiolax kommun 1975–2020                                                         | Befolkningsutvecklingen i Kontiolax kommun 1975–2020 | Befolkningsutvecklingen i Kontiolax kommun 1975–2020 | Befolkningsutvecklingen i Kontiolax kommun 1975–2020 | Befolkningsutvecklingen i Kontiolax kommun 1975–2020 |
| --- | ---------------------------------------------------- | ---------------------------------------------------- | ---------------------------------------------------- | ---------------------------------------------------- |
| |                                                      |                                                      |                                                      |                                                      |
| År |                                                      |                                                      | Folkmängd                                            |                                                      |
| 1975 | 1975                                                 |                                                      | 8 116                                                |                                                      |
| 1980 | 1980                                                 |                                                      | 8 351                                                |                                                      |
| 1985 | 1985                                                 |                                                      | 9 213                                                |                                                      |
| 1990 | 1990                                                 |                                                      | 10 450                                               |                                                      |
| 1995 | 1995                                                 |                                                      | 10 831                                               |                                                      |
| 2000 | 2000                                                 |                                                      | 11 517                                               |                                                      |
| 2005 | 2005                                                 |                                                      | 12 768                                               |                                                      |
| 2010 | 2010                                                 |                                                      | 13 722                                               |                                                      |
| 2015 | 2015                                                 |                                                      | 14 827                                               |                                                      |
| 2020 | 2020                                                 |                                                      | 14 857                                               |                                                      |
| Anm: Uppgifterna avser förhållandena den 31 december nämnda år enligt områdesindelningen den 1 januari 2022. |                                                      |                                                      |                                                      |                                                      |

### Språk
Befolkningen efter språk (modersmål) den 31 december 2022. Finska, svenska och samiska räknas som inhemska språk då de har officiell status i landet. Resten av språken räknas som främmande. För språk med färre än 10 talare är siffran dold av Statistikcentralen på grund av sekretesskäl.
| Språk                        | Talare 2022-12-31 | Talare 2022-12-31 |
| Språk                        | Antal             | Andel (%)         |
| ---------------------------- | ----------------- | ----------------- |
| Hela befolkningen            | 15 157            | 100,0             |
| Inhemska språk totalt        | 14 814            | 97,7              |
| Finska                       | 14 801            | 97,7              |
| Svenska                      | 12                | 0,1               |
| Samiska                      | 1                 | 0,0               |
| Främmande språk totalt       | 343               | 2,3               |
| Ryska                        | 172               | 1,1               |
| Engelska                     | 24                | 0,2               |
| Somaliska                    | 23                | 0,2               |
| Estniska                     | 20                | 0,1               |
| Thailändska                  | 19                | 0,1               |
| Tyska                        | 15                | 0,1               |
| Språk med färre än 10 talare | 70                | 0,5               |

|  | Finska (97,7 %) |

|  | Svenska (0,1 %) |

|  | Samiska (0,0 %) |

|  | Främmande språk (2,2 %) |

|  | Finska (97,7 %) |

|  | Svenska (0,1 %) |

|  | Samiska (0,0 %) |

|  | Främmande språk (2,2 %) |